# Alessandra
Alessandra Santos de Oliveira (São Paulo, 2 de dezembro de 1973) é uma ex-jogadora de basquete profissional brasileira.
Uma das jogadoras mais altas do basquete mundial em sua época, Alessandra se destacava no garrafão. Seu desempenho na seleção lhe rendeu convites para atuar fora do pais, onde morou por cerca de 15 anos defendendo times da Europa, Ásia e da WNBA, a liga de basquete feminino estadunidense.
Começou a praticar esportes aos 11 anos, praticava basquete, vôlei e handebol. Durante os 15 anos em que atuou no exterior, passou por clubes de Itália (Messina, Comense e Venezia), França (CJM Bouges), Romênia (CS S. Gheorghe), Turquia (Adana Botas), Espanha (Ros Casares Velencia e Godella-Valencia), Eslováquia (SPC Ruzomberok), Rússia (Kazanochka Kazan), Hungria (Gysevorsi Euroleasing Sopron), Coreia do Sul (Woori Bank) e Estados Unidos (Indiana Fever, Seattle Storm e Washington Mystics).

## Principais títulos
Nos 17 anos em que defendeu a Seleção Brasileira, Alessandra foi campeã mundial em 1994 e ganhou duas medalhas nos Jogos Olímpicos, prata em Atlanta 1996 e bronze em Sydney 2000, além de obter o quarto lugar em Atenas 2004 e também em mais dois mundiais, 1998 e 2006. No total, ela participou de cinco campeonatos mundiais.
Em junho de 2012, integrou a equipe de basquete do Sport Club do Recife. Na temporada seguinte, aos 39 anos, conquistou o primeiro título nacional brasileiro, a LBF.  O jogo marcou a aposentadoria profissional de Alessandra, que era a última campeã mundial de 1994 em atividade. Ainda assim passou a jogar ocasionalmente como convidada, como em 2014, quando ganhou o campeonato paranaense pelo Ponta Grossa.
Após a carreira no basquete, ela se formou em Educação Física e começou a dar aulas.
Jogando pelos clubes, ela conquistou a Copa da Itália pelo Comese 1998, a Taça Brasil pela Ponte Preta (1995), Americana (1997) e LBF 2013 pelo Sport Club do Recife.